# Funkcja Mertensa

Wykres funkcji Mertensa dla argumentów od 1 do 10 000

Funkcja Mertensa – w teorii liczb funkcja zdefiniowana jako:
{\displaystyle M(n)=\sum _{1\leqslant k\leqslant n}\mu (k),}
gdzie {\displaystyle \mu (k)} jest funkcją Möbiusa.
Dla każdej liczby naturalnej {\displaystyle k} zachodzi {\displaystyle \mu (k)\leqslant 1,} zatem {\displaystyle M(n)\leqslant n}.

## Przypuszczenie Mertensa
Franciszek Mertens wysunął przypuszczenie, że dla każdego {\displaystyle n}
{\displaystyle \left|M(n)\right|<{\sqrt {n}}}.
Fakt ten implikowałaby hipotezę Riemanna. Jest to powiązane z faktem, iż jeśli podzielimy funkcję Mertensa z danej liczby przez pierwiastek kwadratowy, uzyskamy ciąg zbliżony do sekwencji nietrywialnych zer funkcji dzeta Riemanna. Okazuje się jednak, że przypuszczenie to jest fałszywe; do dziś nie jest znany kontrprzykład, ale wiadomo, że znajduje się między {\displaystyle 10^{16}} a {\displaystyle e^{3.21\times 10^{64}}}. Równoważne z hipotezą Riemanna jest zachodzenie dla każdego {\displaystyle \epsilon >0} poniższego wzoru:
{\displaystyle M(n)=O\left(n^{{\frac {1}{2}}+\epsilon }\right)}.
Gdyby funkcja Möbiusa została zastąpiona losowym ciągiem {\displaystyle +1} i {\displaystyle -1,} to powyższa własność wynikałaby z prawa iterowanego logarytmu.
Ponadto, jeśli powyższy wzór jest prawdziwy, wynik funkcji pi można by przybliżyć wzorem
{\displaystyle \int \limits _{0}^{x}{\frac {du}{\ln(u)}}+O(x^{\theta }\ln(x)),} gdzie theta oznacza półpłaszczyznę {\displaystyle {\mathfrak {R}}(s)>\theta ,}
gdzie {\displaystyle s} to argument funkcji dzeta Riemanna.

## Wzory
- Związek pomiędzy funkcją dzeta Riemanna a funkcją Mertensa wynika ze wzoru

{\displaystyle {\frac {1}{\zeta (s)}}=\sum _{n=1}^{\infty }{\frac {\mu (n)}{n^{s}}}.}
- {\displaystyle M(n)=\sum _{a\in {\mathcal {F}}_{n}}e^{2\pi ia},} gdzie {\displaystyle {\mathcal {F}}_{n}} oznacza {\displaystyle n}-ty ciąg Fareya.
- M(n) to wyznacznik {\displaystyle n}-tej macierzy Redheffera, w której {\displaystyle a_{ij}=1,} gdy {\displaystyle j=1} lub {\displaystyle i} dzieli {\displaystyle j,} a pozostałe wyrazy są zerowe.

## Obliczanie wartości funkcji[3]
| Osoba               | Rok  | Granica obliczeń |
| ------------------- | ---- | ---------------- |
| Mertens             | 1897 | 104              |
| von Sterneck        | 1897 | 1,5×105          |
| von Sterneck        | 1901 | 5×105            |
| von Sterneck        | 1912 | 5×106            |
| Neubauer            | 1963 | 108              |
| Cohen, Dress        | 1979 | 7,8×109          |
| Dress               | 1993 | 1012             |
| Lioen, van de Lune  | 1994 | 1013             |
| Kotnik, van de Lune | 2003 | 1014             |
| Hurst               | 2016 | 1016             |